# Elatostema pseudocuspidatum
Elatostema pseudocuspidatum är en nässelväxtart som beskrevs av Wen Tsai Wang. Elatostema pseudocuspidatum ingår i släktet Elatostema och familjen nässelväxter. Inga underarter finns listade i Catalogue of Life.